# エレグア

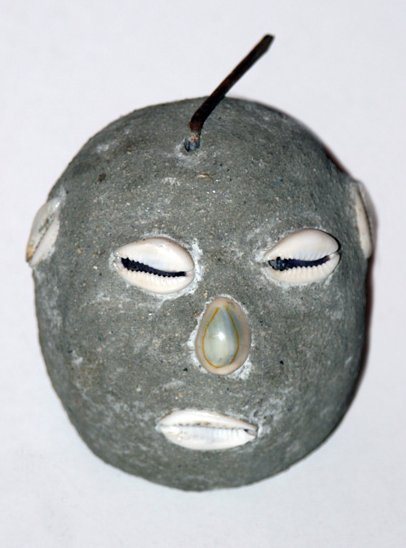
エレグア像の一例

エレグア（Elegua またはラテンアメリカでは、Elegguá、Eleguá、 Eleggua、Ellegua等の表記でも知られている）
はヨルバ人の伝統的宗教（Yoruba religion）
における神の顕現を反映する精霊または神的なもの、または、精霊信仰的な信仰概念オリシャ（Orisha）の１つである。厳密には、ヨルバ人の崇拝する道路のオリシャエシュ(Exu)あるいはエレグバの伝播した姿がエレグアである。
エレグアは、サンテリアなどシンクレティズムの傾向が強い宗教で、崇拝されるロアやオリシャに数えられているが、その特徴である「カトリック教会への改宗」とそれへの対策としての、キリスト教の守護聖人などがあてられる。この神へは、ローズマリ・エレン・グィリーによれば、守護天使、天使ミカエル、聖ペテロ、聖マルタン・デ・ポレス等と、また檀原照和によれば、聖パドヴァのアントニオ、イエス・キリストと同一視される。
一説にはアトーチャの聖なる子キリストがあてられる。
檀原によれば、ヨルバ人の「エシュ」はカンドンブレにもそのままの呼称で登場する。またキューバで、奴隷としては初期に採用されたバンツー人が興したパロと呼ばれる宗教における神(ンプンゴと呼ばれる)の1である、ルセーロ(Lucero)は後のサンテリアにおけるエレグアに習合した。

## 概要
REグィリーによれば、この神は、アフリカの神々の中で最も古いというわけではないが、最も重要な存在である。彼は道路を司る。

## ブードゥー
REグィリーによれば、ブードゥーでのエレグアはレグバと呼ばれる。
檀原によれば、アメリカで「ラバス」と呼ばれるレグバは、ハイチでの神話においていわゆる「トリックスター」として至高神他をたぶらかすと語られ、キリスト教圏における資料ではしばしば「悪魔」といわれる。
立野淳也によれば、レグバはヨルバ族のエシュという道路のオリシャが伝播したもので、十字路、街路、交通、交信、太陽の上る場所や方位、扉、垣根、入り口を司る。彼は「神の世界と人の世界を繋ぐ」者で、放浪者と言われる。また太陽神でもある。
彼は諸々の儀礼の始めにその名が唱えられ、神と人の間の障壁を取り去る役目を持つ。
このロアは、十字架、水を撒く人、藁嚢を持った老人、みすぼらしい老爺の形で表され、イエス・キリスト、ペテロ、守護天使ミカエル、額に包帯を巻き、松葉杖をついた聖ラザロ、聖アントワースの聖画が仮の姿として使われる。

## サンテリア
キューバでの宗教であるサンテリアにおいてエレグアのトーテムはネズミ、持ち物は運命の鍵で、十字路を司る。
エレッグアの派生神カミーノは次の通りである。
　
　
- エシュ・ラロジェ　オチュンとともに歩き、おしゃべりで不平屋　悪戯好き。

- エシュ　アラゴナ　賢く、真に祈る人のためになる願いのみを聞き届ける 別名を「一匹狼」(el anima  sola)ともいい、祖霊(エグン)と共に働く。

- エシュ　オロナ　カミーノの主

- エシュ　オダラ　奇跡を興す呪物の集合体

- エレグバ　アフラ　ババル・アジェ(Babalu aye　オリチャの1)と行動を供にする。真面目な中年の姿をする。

- エシュ・アジェ　海神オロクン(Olokun　オリチャの1)と行動を共にし、世界のあらゆる富に近寄ることができる。巻貝の中に住む。魔法使いという説もある。

- エシュ・ビ　組織内に面倒な仕事を作る。

- エシュ・アジャンキ　「アニャーギ」とも　エレグアの起源　海岸に住む

- エシュ・ラグバナ　人気のない処に住む。

- エシュ・メリンラジュ　十字架のエレグア

- エシュ・バララインジェ　チャンゴの火の秘密を知るチャンゴの連れ。

- エシュ・アワニレグベ　オグンへ食べ物を与える[8]

## 家族関係
エレグアはエグバ族の居住地域の王であるオクボロ（Okuboro）とアニヤギ（Añagui）の息子。
エレグアの名前の由来はヨルバ語の「Èsú Elègbará」（エス・エレグバラ）から来ている。
それは「Messenger Prince living in Egba」（エグバに住むメッセンジャー王子）という意味である。
また、オバタラ（Obbatalá）とイェンボ（Yembo）の息子で、
シャンゴ、オグン、オスン（Ozun）、オルミラ（Orunmila）達と兄弟である、とする説もある。

## 捧げ物について
エレグアに捧げる供物は、魚の干物、紫煙、フーティア（カリブ海地域の島々に生息する大型げっ歯類）、焼いたトウモロコシである。
REグィリーによれば、信徒は聖像の頭部へ雄鶏、バナナ、トウモロコシ、キャンディを入れ、ネズミかヤギ、また代用として黒いヒヨコを犠牲とし、毎週月曜日と毎月三日にはこの像へ煙草の紫煙、燻製にしたオポッサム、ココナツやトウモロコシ数粒を捧げる。
立野淳也によれば、ブードゥーにおける「レグバ」への供物は、雄鶏と米、バナナの燻製である。